# Eumenes persimilis
Eumenes persimilis är en stekelart som beskrevs av Giordani Soika 1960. Eumenes persimilis ingår i släktet krukmakargetingar, och familjen Eumenidae. Inga underarter finns listade i Catalogue of Life.